# Xanım Hüseynova
Xanım Hüseynova (1 de marzo de 1993) es una deportista azerbaiyana que compite en yudo adaptado. Ganó una medalla de oro en los Juegos Paralímpicos de Tokio 2020, en la categoría de –63 kg.

## Biografía
En los Juegos Paralímpicos de Tokio 2020, Khanim Huseynova ganó la medalla de oro. Por orden del Presidente de la República de Azerbaiyán, Ilham Aliyev, del 6 de septiembre de 2021, Dursadaf Kerimova recibió la Orden "Por el Servicio a la Patria" por sus grandes logros en los Juegos Paralímpicos en Tokio y sus servicios en el desarrollo de los deportes azerbaiyanos.
En el Campeonato de Europa de 2022 Khanim Huseynova ganó una medalla de bronce. En agosto de 2023 ganó la plata en el Campeonato de Europa de Róterdam. A finales de mes Khanim Huseynova logró ganar la plata en los Juegos Mundiales entre atletas ciegos y con discapacidad visual en Birmingham.
En septiembre de 2023, Khanim Huseynova ganó una medalla de plata en el Gran Premio de su casa en Bakú. El 5 de diciembre de 2023 ganó una medalla de plata en el Gran Premio de Tokio. En mayo de 2024 Khanim Huseynova ganó el bronce en el Gran Premio de Tiflis.

## Palmarés internacional
| Juegos Paralímpicos | Juegos Paralímpicos | Juegos Paralímpicos | Juegos Paralímpicos |
| Año                 | Lugar               | Medalla             | Categoría           |
| ------------------- | ------------------- | ------------------- | ------------------- |
| 2020                | Tokio (Japón)       | Medalla de oro      | –63 kg              |